# Branko Lobnikar
Branko Lobnikar, slovenski kadrovski manager in univezitetni profesor * 13. oktober 1969.
Med letoma 2008 in 2009 je bil državni sekretar Republike Slovenije na ministrstvu za javno upravo.